# Jerzy Radecki
Jerzy Radecki (ur. 13 lipca 1948 w Bytomiu, zm. 22 stycznia 2024 w Mikołowie)  – polski piłkarz, który grał na pozycji napastnika. Wieloletni zawodnik Polonii Bytom.

## Kariera piłkarska
Jerzy Radecki karierę piłkarską rozpoczął w 1966 roku w Polonii Bytom, w barwach której zadebiutował 21 września 1966 roku w przegranym 1:3 meczu u siebie z Zagłębiem Sosnowiec, w którym w drugiej połowie zastąpił Piotra Krawczyka, zadebiutował w ekstraklasie. W Niebiesko-Czerwonych, których barwy reprezentował do końca sezonu 1975/1976, rozegrał 201 meczów, w których zdobył 35 goli. W sezonie 1968/1969 rozegrał 2 mecze ligowe, natomiast Królowa Śląska zakończyła rozgrywki ligowe na 3. miejscu. W następnych latach był już kluczowym zawodnikiem klubu, z którym w sezonie 1972/1973 dotarł do finału Pucharu Polski, w którym 17 czerwca 1973 roku na Stadionie im. 22 lipca w Poznaniu przegrał po serii rzutów karnych 2:4 (po dogrywce 0:0) z Legią Warszawa.
Następnie w latach 1976–1979 reprezentował barwy Górnika Zabrze, który w sezonie 1977/1978 zajmując ostatnie – 16. miejsce w tabeli ligowej, po raz pierwszy w swojej historii spadł z ekstraklasy. Łącznie w ekstraklasie rozegrał 234 mecze ligowe, w których zdobył 42 gole.
Następnie wyjechał do Austrii, gdzie reprezentował barwy klubów: czterokrotnie Vorwärts Steyr (1979–1981, 1982–1987, 1988–1990, 1991–1992), ASK Salzburg (1981–1982), USC Seitenstetten (1987–1988) oraz ASK Amstetten (1990–1991).

## Sukcesy
Polonia Bytom
- 3. miejsce w ekstraklasie: 1969
- Finał Pucharu Polski: 1973